# Titanio basalis
Titanio basalis là một loài bướm đêm trong họ Crambidae.